# Остановка безопасности
Остановка безопасности, се́йфти-сто́п (англ. safety stop) — остановка на глубине от 3 до 6 метров на 3—5 минут в конце бездекомпрессионного погружения. Необходима для выведения накопившегося азота из организма. Введена многими федерациями и ассоциациями подводного плавания, однако не является обязательной, а её соблюдение ведёт к улучшению самочувствия пловца и служит дополнительным элементом защиты от декомпрессионной болезни.
В ANDI в качестве остановки безопасности используются три остановки на глубинах 9 м, 6 м, 3 м по одной минуте каждая. При превышении в процессе погружения глубины 21 метр к длительности остановок на 9 и 6 метрах прибавляется по одной минуте: 9 м — 2 минуты, 6 м — 2 минуты, 3 м — 1 минута.
Минимальная декомпрессия является более строгим вариантом остановки безопасности, однако в ней достигается более полное рассыщение от инертных газов.